# Hanno ucciso l'Uomo Ragno 2012
| Recensione | Giudizio |
| ---------- | -------- |
| AllMusic   |          |
| Rockol     |          |

Hanno ucciso l'Uomo Ragno 2012 è il sedicesimo album di Max Pezzali, il sesto della sua carriera da solista, uscito il 12 giugno 2012.

## L'album
Pubblicato per festeggiare i 20 anni di carriera del cantante, consiste in una riedizione di Hanno ucciso l'Uomo Ragno (album di debutto degli 883) in chiave rap in cui ha collaborato in ogni pezzo un artista rap diverso. I rapper che hanno partecipato sono: Club Dogo, Entics, J-Ax, Two Fingerz, Fedez, Emis Killa, Ensi, Baby K e Dargen D'Amico.
L'album contiene anche un inedito, estratto come singolo di lancio, intitolato Sempre noi, realizzato con la collaborazione di J-Ax, pubblicato il 25 maggio 2012 e certificato disco d'oro a un anno dalla pubblicazione. Inoltre alla fine di ogni traccia è presente uno skit finale interamente eseguito da Clementino, Shablo, Tormento, Bassi Maestro, DJ TY1, Emi lo Zio, Space One, La Pina e Fabri Fibra.
Ogni rapper ospite della traccia aggiungeva al testo originale una nuova strofa di massima durata.
A poche ore dalla pubblicazione l'album balza in vetta alla classifica di iTunes. Il disco inoltre debutta direttamente al primo posto nella classifica degli album più venduti in Italia. Il 20 luglio viene pubblicato il secondo singolo dell'album, 6/1/sfigato 2012, in collaborazione con i Two Fingerz. Il 5 ottobre viene pubblicato il video ufficiale di Con un deca, mentre il 6 dicembre è stato pubblicato il videoclip ufficiale di Hanno ucciso l'Uomo Ragno, diretto da Lorenzo Vignolo. L'ultima settimana del 2012 l'album è certificato disco d'oro, come era già accaduto all'album originale.

## Tracce
Testi e musiche di Max Pezzali e Mauro Repetto, eccetto dove indicato.
1. Sempre noi (feat. J-Ax) (Inedito) – 4:43 (Pezzali, Alessandro Aleotti)
2. Non me la menare (feat. Entics) – 4:31
3. S'inkazza (Questa casa non è un albergo) (feat. Ensi) – 3:59
4. 6/1/sfigato (feat. Two Fingerz) – 4:21
5. Te la tiri (feat. Emis Killa) – 4:18
6. Hanno ucciso l'Uomo Ragno (feat. Dargen D'Amico) – 4:53
7. Con un deca (feat. Club Dogo) – 4:46
8. Jolly Blue (feat. Fedez) – 4:03
9. Lasciati toccare (feat. Baby K) – 4:19

## Classifiche
| Classifica (2012) | Posizione massima |
| ----------------- | ----------------- |
| Italia            | 1                 |

### Classifiche di fine anno
| Classifica (2012) | Posizione |
| ----------------- | --------- |
| Italia            | 52        |